# Jourdana Phillips
Jourdana Phillips (* 6. Juli 1990 in New York City) ist ein US-amerikanisches Model.
Jourdana Phillips wuchs in Co-op City, Bronx, New York City auf. Nach einigen Jahren in New Jersey und Texas absolvierte sie ein Pädagogik-Studium an der New York University. Zum Abbezahlen der Studiengebühren wurde sie ab 2016 als Model aktiv und kam bei Elite Model Management unter Vertrag. 2016 bis 2018 wirkte sie an den Victoria’s Secret Fashion Shows mit. Weitere Shows lief sie für Yves Saint Laurent, Marc Jacobs oder Ralph Lauren.